# Океанографическая станция
Океанографическая станция — географическая точка в Мировом океане, в которой выполняются океанографические работы: получение океанографических данных, проб, проведение прочих исследований.
По типам разделяются на:
- якорные
- дрейфовые
- разовые
- суточные
- многосерийные

Ряд океанографических станций расположенных последовательно в определенном направлении позволяет получить океанографический разрез.
В начале XXI века стартовал проект «Арго», целью которого является создание глобальной сети океанографических (большей частью автоматических) станций. В проекте участвуют более 50 организаций из 26 стран.